# Marvel Super Heroes in War of the Gems
Marvel Super Heroes in War of the Gems (マーヴルスーパーヒーローズ ウォーオブザジェム?, Māvuru Supā Hīrōzu: Wō obu za Jemu) è un videogioco del 1996 sviluppato e pubblicato da Capcom per Super Nintendo Entertainment System. Basato sulla serie di fumetti Marvel Comics Il guanto dell'infinito, il gioco presenta cinque personaggi giocanti: Spider-Man, Hulk, Capitan America, Iron Man e Wolverine.

## Modalità di gioco
Marvel Super Heroes in War of the Gems è un picchiaduro a scorrimento laterale con elementi platform, in cui il giocatore deve completare vari livelli nei panni di uno dei cinque supereroi: Capitan America, Iron Man, Spider-Man, Wolverine o Hulk. Ogni personaggio ha abilità e caratteristiche uniche. Capitan America è equilibrato tra attacco e velocità, risultando il secondo personaggio più potente e ingombrante. Iron Man è veloce e potente, con la capacità di utilizzare proiettili e un doppio salto. Hulk, il personaggio più grande e forte del gioco, è anche il più lento e ingombrante, con un'altezza di salto ridotta. Spider-Man è il personaggio più veloce ma il più debole; il suo attacco dura più a lungo e può schivare alcuni attacchi senza accovacciarsi. Infine, Wolverine rappresenta un combattente equilibrato tra Spider-Man e Capitan America e può arrampicarsi sui muri come quest'ultimo.
La barra della salute di ogni personaggio è separata e si trasferisce da una missione all'altra; la guarigione avviene raccogliendo oggetti nei livelli o utilizzando quelli curativi ottenuti durante le missioni. Se un personaggio viene sconfitto, deve essere rianimato individualmente con l'oggetto appropriato. Esplorando un'area, il giocatore può ricevere una delle Gemme dell'infinito, che influiscono sul gameplay; solo due gemme possono essere raccolte nelle prime quattro missioni. Ogni personaggio può selezionare una gemma prima dei livelli per ottenere vari potenziamenti: la Gemma del Potere aumenta l'attacco; la Gemma del Tempo accelera i movimenti; la Gemma dell'Anima raddoppia la salute; la Gemma della Realtà rivela oggetti nascosti; e la Gemma dello Spazio consente salti più alti. L'ultima gemma, la Gemma della Mente, si ottiene solo dopo aver sconfitto Thanos, completando così il gioco.
Durante i livelli, i giocatori affrontano doppelgänger di Wolverine, Hulk e Iron Man, oltre a nemici come Daredevil, Occhio di Falco e Visione. I boss includono Cuore Nero, Nebula, Sasquatch, un Doombot e il Dottor Destino, insieme a due doppelganger di Iron Man e Thanos.

## Accoglienza
AllGame ha assegnato al gioco un punteggio di 3,5 su 5.